# Толстянка сетчатая
Толстянка сетчатая (лат. Crassula plegmatoides) — вид растений рода Толстянка (Crassula) семейства Толстянковые (Crassulaceae), естественно произрастающий на территории Намибии и Капской провинции Южно-Африканской Республики.
Это небольшой вид, образующий светло-серовато-зелёные колонны из толстых округлых войлочных листьев, которые идеально прилегают друг к другу. В конце лета или осени она формирует открытые, несколько опушённые головки кремовых цветков.

## Название
Родовое латинское название Crassula происходит от латинского слова crassus, — «толстый», в основном из-за присутствия у растений этого рода сочных листьев.
Видовой латинский эпитет plegmatoides происходит от греческого слова plegma — «корзина», «плетёное изделие»; и греческого суффикса -oides, — «напоминающий». Возможно, это связано с формой роста растения.

## Описание
Этот раскидистый многолетник-геофит характеризуется короткими стеблями, растущими группами с несколькими стеблями от основания. Стебли столбчатые, прямостоячие или стелющиеся, полностью покрыты плотно прижатыми листьями, образуя четырехугольную толстую, компактную, бархатистую, серую колонну высотой 80-150 мм в период цветения.
Листья прижатые, мясистые, от широкояйцевидных до почти шаровидных, размером 5-9 x 7-13 мм, серо-зелёные (похожие на Crassula columella, но более грубососочковые), формируют короткий четырёхугольный столбик диаметром 10-15 мм.
Соцветия представляют собой цветонос длиной 30-60 мм, покрытый отогнутыми волосками. Чашелистики имеют размер 1,5-2 мм, треугольные, мясистые, серо-зелёные. Венчик кремовый, выгорающий до коричневого. Лепестки размером 2-3 мм, у основания сросшиеся. Тычинки с коричневыми пыльниками. Период цветения приходится на конец лета – начало осени.

## Распространение и экология
Толстянка сетчатая ограничена в распространении на юге прибрежной пустыни Намиб между Порт-Ноллотом в Намакваленде, Южная Африка, и заливом Александер на севере, простираясь до гор Бучу (Бокгоберге) на юго-западе Намибии. Её высота достигает 100-300 метров над уровнем моря.
Растущая в крайне засушливых прибрежных районах, толстянка сетчатая предпочитает кварцевые гравии и камни, где присутствует обилие плывущего песка. Теоретически находясь в зоне зимних осадков и никогда не замерзая с тех пор, как она расположена на уровне моря, эта область настолько суха, что растения приспосабливаются и проявляют рост при благоприятных условиях для получения воды.

## Таксономия
Crassula plegmatoides Friedrich, первое упоминание в Mitt. Bot. Staatssamml. München 6: 627 (1967).